# Associação Brasileira de Empresas de Vendas Diretas
ABEVD (Associação Brasileira de Empresas de Vendas Diretas) é uma entidade sem fins lucrativos fundada em 1980 cujo objetivo é promover e desenvolver a venda direta no Brasil.

## Código de Ética
O Código de Ética orienta a conduta das empresas nos relacionamentos com os vendedores diretos, assim como no relacionamento entre as próprias empresas e os consumidores. O objetivo maior do Código de Ética é contribuir para a promoção da concorrência leal e a melhora na percepção da sociedade sobre a venda direta como uma oportunidade de trabalho e geração de renda.

## Setor
O setor de venda direta no Brasil conta com mais de 4,5 milhões de empreendedores em sua força de vendas, gera cerca de 8 mil empregos diretos no país e atingiu, em 2013, R$ 41,6 bilhões em volume de negócios.
As empresas associadas atuam nos mais diversos setores da economia – de cosméticos e produtos de limpeza a recipientes plásticos para alimentos e suplementos nutricionais.

## Atuação Internacional
A ABEVD é membro da World Federation of Direct Selling Associations (WFDSA) organização que congrega todas as associações nacionais de vendas diretas existentes no mundo.
A WFDSA é uma organização não governamental e voluntária. Atualmente, reúne entidades de vendas diretas de mais de 60 países diferentes. A ABEVD é um membro atuante desta entidade internacional.